# Monte de la Tentación

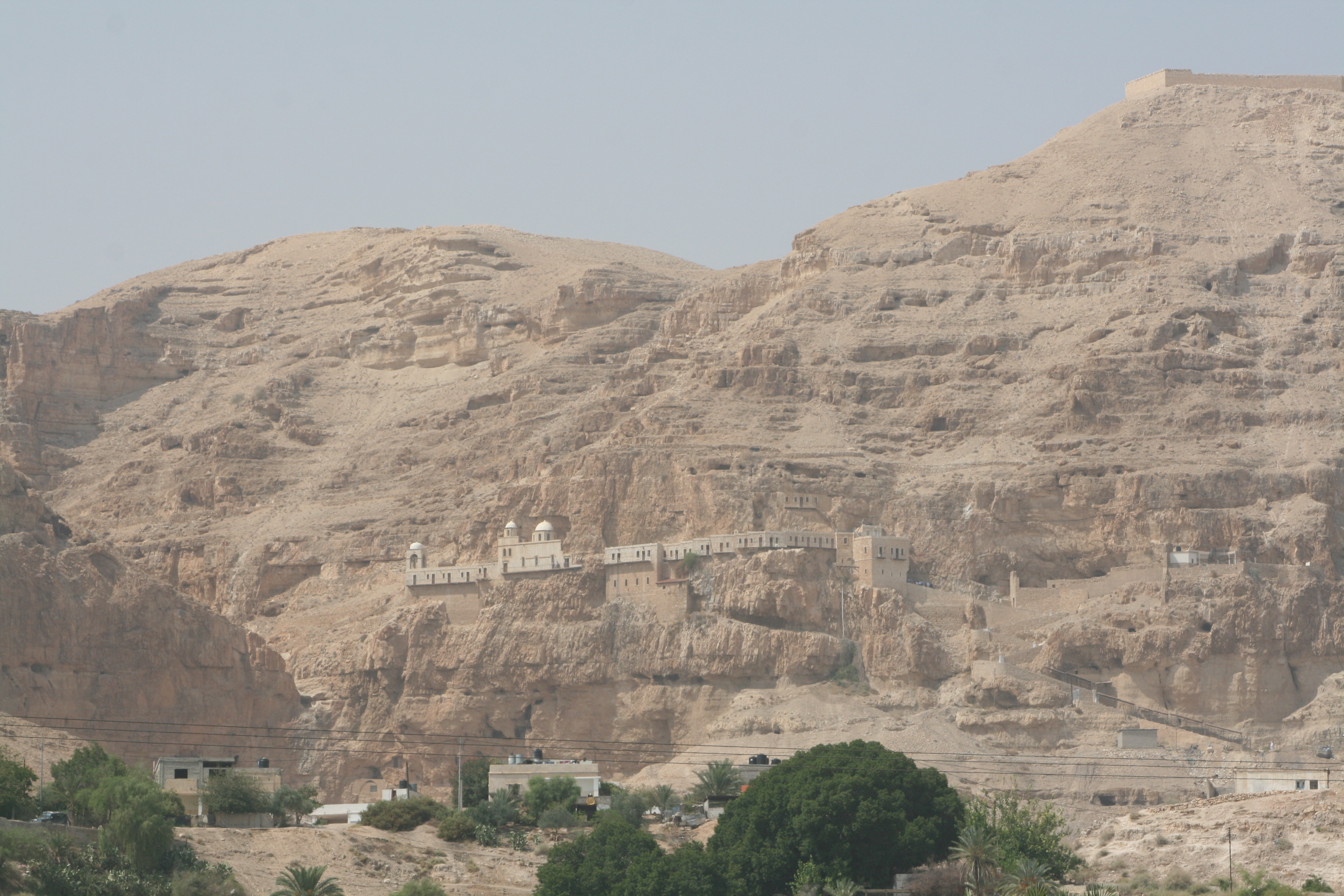
Monte de la Tentación con el monasterio de la Tentación, 2011

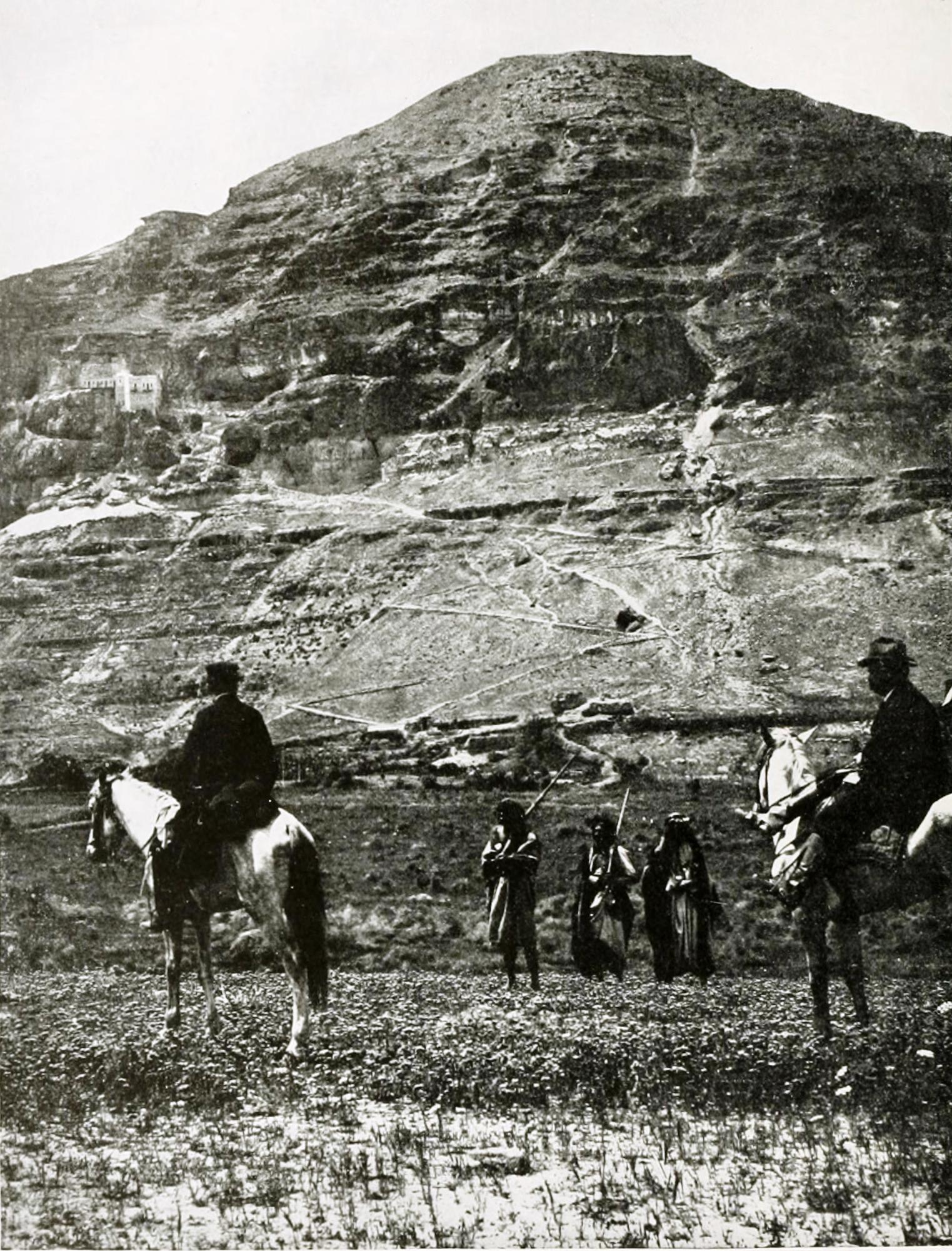
Monte de la Tentación, 1910

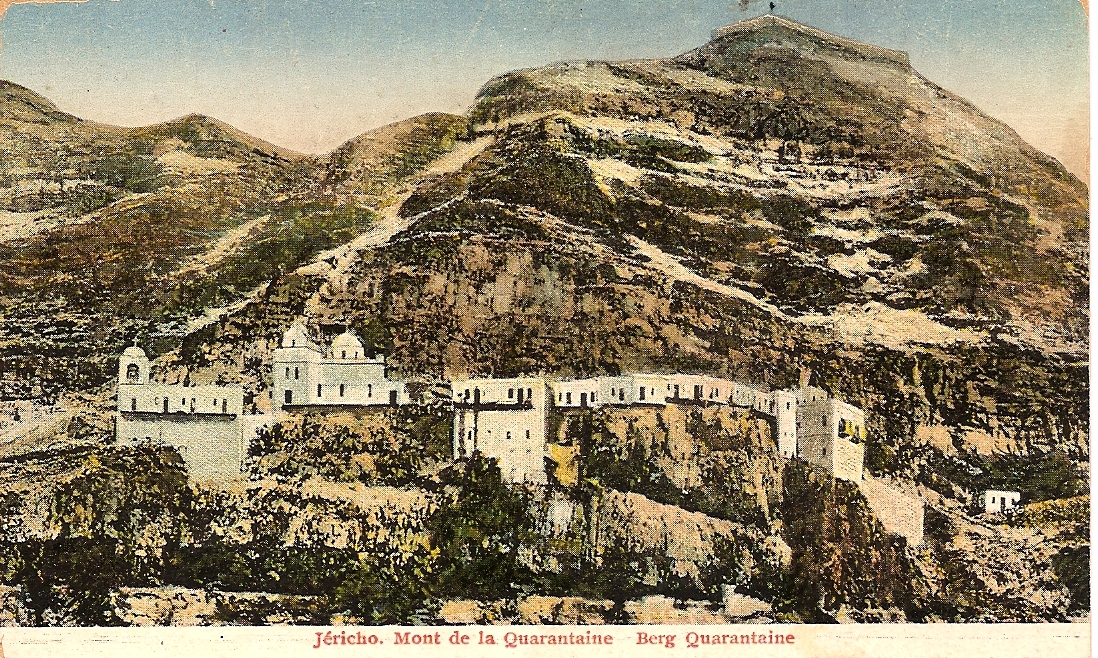
Antigua postal

El monte de la Tentación fue un monte en el desierto de Judea donde Jesús fue tentado por el demonio (evangelio de Mateo 4:8). La situación exacta del monte es desconocida y es imposible de determinar, si bien se asume que se trataría del monte Quarantania, un monte de aprox. 366 m de altura, localizado a 11 km al noroeste de la ciudad de Jericó, en Cisjordania, Palestina. Según la Encilcopedia católica de dominio público, Quarantania es "un pico de caliza en el camino de Jerusalén a Jericó". 
El monte se menciona en un poema del suceso de la tentación de Henry Wadsworth Longfellow.
En el monte se encuentra el monasterio de la Tentación (o "Qarantal"), un templo griego ortodoxo. Sobre el monasterio, en la cima del monte, se puede encontrar un muro, sobre las ruinas de un fuerte asmoneo (herodiano tardío), Dok – Dagon.